# La Victoria (Santa Cruz de Tenerife)
La Victoria es un barrio de la ciudad de Santa Cruz de Tenerife (Canarias, España), que se encuadra administrativamente dentro del distrito de Salud-La Salle.

## Características
La Victoria se encuentra rodeado al norte, sur y este por el barrio de La Salle. Al oeste, la avenida del Tres de Mayo lo separa de Los Llanos. Tiene una superficie de 0,05 km², está ubicado a unos 2 kilómetros del centro y a una altitud media de 50 m s. n. m.
Se trata de un barrio formado por varios bloques de viviendas, así como algunas viviendas unifamiliares.
Cuenta con una plaza pública —plza. La Victoria—, un parque infantil y una iglesia dedicada a Santo Domingo de Guzmán. Destacan los bloques de viviendas que cuentan con patios centrales a modo de plazas públicas o plazoletas —Alcalá Galiano, Gravina, Churruca y Magallanes—. Aquí se encuentran el centro de enseñanza CEIP Tomé Cano, el centro sanitario Centro de Atención Especializada J. A. Rumeu, el parque de bomberos de Santa Cruz de Tenerife y la Gerencia de Urbanismo del Ayuntamiento capitalino. El barrio también posee algunos comercios, sobre todo concentrados en la calle de Tomé Cano.

## Historia
La Victoria surgió durante la Posguerra española por iniciativa del Mando Económico de Canarias para dar viviendas sociales a los más humildes.

## Demografía
| Año        | 2005 | 2006 | 2007 | 2008 | 2009 | 2010 |
| ---------- | ---- | ---- | ---- | ---- | ---- | ---- |
| Habitantes | 871  | 986  | 952  | 953  | 962  | 956  |

## Fiestas
La Victoria celebra sus fiestas patronales en honor a la Virgen del Carmen y a Santo Domingo de Guzmán en julio.
Otra fiesta destacada es la de la Virgen de Fátima (patrona de la Policía local de Santa Cruz de Tenerife) el 13 de mayo, en la cual se celebra una misa y posterior procesión de la imagen de la Virgen hasta la sede del cuerpo local de la policía, situada frente a la parroquia.

## Transporte público
En guagua queda conectado mediante las siguientes líneas de Titsa:
| Línea | Trayecto                                                                  | Recorrido                                                                                                   |
| ----- | ------------------------------------------------------------------------- | --- |
| 015   | Santa Cruz - La Laguna (Express)                                          | Recorrido                                                                                                   |
| 101   | Santa Cruz - Puerto de la Cruz (por Carretera General)                    | Recorrido                                                                                                   |
| 102   | Santa Cruz - Aeropuerto Norte - Puerto de la Cruz (Express)               | Recorrido                                                                                                   |
| 105   | Santa Cruz - Punta del Hidalgo (por La Laguna)                            | Recorrido                                                                                                   |
| 107   | Santa Cruz - Buenavista del Norte (por Aeropuerto Norte)                  | Recorrido                                                                                                   |
| 108   | Santa Cruz - Icod de los Vinos (por Aeropuerto Norte)                     | Recorrido                                                                                                   |
| 126   | Candelaria - Guajara (Universidad) - H. U. La Candelaria - Intercambiador | Recorrido                                                                                                   |
| 231   | Intercambiador - La Gallega (Directo)                                     | Recorrido (enlace roto disponible en Internet Archive; véase el historial, la primera versión y la última). |
| 232   | Santa Cruz - El Cardonal - La Gallega                                     | Recorrido Archivado el 10 de abril de 2019 en Wayback Machine.                                              |
| 233   | Santa Cruz - El Cardonal - Finca España                                   | Recorrido                                                                                                   |
| 238   | Santa Cruz - San Matías (por Chamberí)                                    | Recorrido (enlace roto disponible en Internet Archive; véase el historial, la primera versión y la última). |
| 921   | Intercambiador - Avenida Reyes Católicos - Intercambiador                 | Recorrido                                                                                                   |
| 934   | Intercambiador - Taco - Santa María del Mar - Añaza - Intercambiador      | Recorrido                                                                                                   |
| 937   | Santa Cruz (Intercambiador) - Taco - Tíncer - Cruce El Sobradillo         | Recorrido                                                                                                   |

## Lugares de interés
- Iglesia de Santo Domingo de Guzmán
- Centro de Atención Especializada J. A. Rumeu
- Parque de bomberos de Santa Cruz de Tenerife
- Gerencia de Urbanismo del Ayuntamiento de Santa Cruz de Tenerife